# Lane Bryant
Lena Himmelstein Bryant Malsin (1879-1951) fue una diseñadora de ropa estadounidense que fundó la mayor cadena de ropa, llamada Lane Bryant.
En 1895, una inmigrante de dieciséis años llamada Lena Himmelstein llegó a Nueva York, procedente de Lituania. Sin familia, empezó a trabajar como costurera, por un dólar a la semana. Lena rápidamente demostró su gran arte y en menos de un año ya ganaba el salario extraordinario de quince dólares por semana. Antes de cumplir 20 años, Lena se casó con un joyero judío inmigrante ruso, llamado David Bryant. Poco después nació su hijo Rafael; David Bryant murió pronto. Lena Bryant, enviudada, apoyada en su hijo Rafael, volvió a la modistería dentro de su pequeño piso.
En 1904, Bryant abrió una tienda. Un banquero oficial escribió mal su nombre en la cuenta bancaria del negocio, y ella adquirió el nombre erróneo de Lane en vez de Lena. Así surgió la conocida empresa de ropa para mujer.

En 1909, Bryant se casó con Albert Malsin, que se convirtió en su socio. Lane Bryant continuó siendo la diseñadora principal y Albert Malsin se concentró en las operaciones de negocio de la firma. En 1911, la tienda de Bryant recaudaba en bruto alrededor de 50 000 dólares al año. Pero su gran potencial se limitó porque ninguno de los periódicos de Nueva York aceptaba publicidad para ropa de premamá. La tradición todavía dictaba que tales asuntos no fueran publicados en la prensa. Malsins, hacia 1911, convenció al Heraldo de Nueva York para que aceptara la publicación de un anuncio. El éxito de la empresa estaba asegurado. Habiendo logrado gran cantidad de ventas de ropa premamá, la siguiente innovación de Bryant Malsin fue la ropa confeccionada para mujer. Antes de La Primera Guerra Mundial, ningún fabricante importante de ropa femenina había dirigido este mercado. En 1923, las ventas de la empresa habían llegado a los cinco millones de dólares. En 1915, Lane Bryant abrió su primera tienda en Chicago, y en 1969 la cadena ya había abierto más de 100 tiendas, llegando a ventas de 200 millones de dólares.

Lane Bryant Malsin fue pionera en relaciones entre el cliente y la filantropía corporativa. Lane Bryant, Inc. trabajó con la Cruz Roja. En 1947, por ejemplo, después de una gran explosión en Dallas o después de la Segunda Guerra Mundial, Lane Bryant abrió locales para donar ropa a las personas afectadas. Estamos hablando de una persona solidaria y una de las mejores diseñadoras americanas de moda.